# Catedral Metropolitana de Goiânia
A Catedral Metropolitana de Goiânia é um templo da Igreja Católica situado em Goiânia, capital do estado brasileiro de Goiás. É a sede da Arquidiocese de Goiânia, criada pelo Papa Pio XII, em 26 de março de 1956. Dom Fernando Gomes dos Santos, Arcebispo de Goiânia, foi um dos grandes incentivadores da construção da catedral.
O atual Arcebispo Metropolitano de Goiania e D. João Justino de Medeiros Silva. 
A Catedral Metropolitana Nossa Senhora Auxiliadora foi a primeira igreja católica de Goiânia. Ela foi construída em estilo art déco, com influência de alguns estilos europeus da arte sacra moderna, como o neorromântico, neobasilical e neogótico.